# 多賀城
多賀城位於日本東北地方，宮城縣多賀城市西北方丘陵處，為日本奈良和平安時代陸奧國的國府所在地，其造城時的設計和今天的都市規劃觀念有所不同，在多賀城門口的南北大街往前延伸，再造一條東西大街，東西大街每隔固定距離就有一巷道，延伸式的棋盤格造城，是一獨樹一格的設計觀念，似為唐朝傳入的中國式條坊制城市，唯規模不大，無法形成奈良與京都的棋盤規格。
目前在多賀城南門的附近，遺留一座高兩公尺的石碑，一般稱這座石碑為「壺碑」，是神龜元年多賀城人大野東人設立的石碑，天平宝字六年由藤原朝狩雕刻碑文。文中紀錄多賀城修築時重要記事的資料，對於研究多賀城有相當重要的研究價值。